# Gronówko (województwo warmińsko-mazurskie)
Gronówko (niem. Grunenfeld) – osada w Polsce położona w województwie warmińsko-mazurskim, w powiecie braniewskim, w gminie Braniewo.
W latach 1975–1998 miejscowość administracyjnie należała do województwa elbląskiego.

## Historia
Osada powstała gdy Erhard von Kulling przepisał ziemię 44 Hufenów na Nikolausa Prange by powstała wioska. Ponieważ nie udało się znaleźć wystarczającej liczby rolników, obszar ten został w 1426 r. przekształcony przez zakon w lenno. Akt hipoteczny na rzecz Gut Grunenfeld został zachowany i jest przechowywany w archiwum w Getyndze. Pierwszym znanym arystokratycznym właścicielem był Heinrich von Taubenheim, który służył jako najemnik w czasie wojny trzynastoletniej a przed 1471 rokiem majątek został nadpisany jako nagroda.
W 1720 roku majątek był już obciążony hipoteką. W 1782 r. Grunenfeld został sprzedany generałowi Wilhelmowi Heinrichowi, później Fredrichowi Carlowi (1702-1820) następnie Eduarowi von Hanenfeldt (1797-1868). Ostatnim właścicielem majątku był Hedwig von Hanenfeldt.
W Gronówku był wybudowany barokowy dwór z XVIII wieku, przebudowany w stylu neobarokowym w latach 1914/15 wg projektu architekta Pawła Salingera z Berlina. Do dziś z dworu pozostało tylko kilka budynków gospodarczych. Po II wojnie światowej budynki i ziemie przejął Skarb Państwa pryekształcając je w Państwowe Gospodarstwo Rolne (PGR), które funkcjonowało do 1995 roku. 
13 listopada 1859 została zainaugurowana kaplica cmentarna wykonana z kamienia polnego z drewnianą wieżą na nowo powstałym cmentarzu wiejskim.